# Palacio de la Torre de Celles
El palacio de la Torre de Celles, también conocido como palacio de La Torre de La Lavandera, palacio de La Torre y palacio de Argüelles-Celles, es una construcción palaciega barroca rural de España que se localiza en la parroquia asturiana de Celles, en el concejo de Siero. 
Está declarado Bien de Interés Cultural y también se encuentra en la Lista Roja del Patrimonio por su estado de ruina.

## Historia
El Palacio de la Torre de Celles es una gran construcción palaciega barroca rural y está emplazada en el lugar de Lavandera, a unos 2.5 kilómetros de la capital municipal, Pola de Siero. Fue erigido, al parecer, a partir de una torre bajomedieval. Iniciada su construcción probablemente en el siglo XVI, fue ampliado y reedificado a fines del siglo XVII por don Pedro Argüelles Quirós y Valdés, deán de la Iglesia Catedral de Santiago de Compostela quien, en torno a 1668-1673, encargó su reconstrucción al arquitecto cántabro Diego González de Gajano. Su fachada meridional, no obstante, podría deberse al arquitecto gallego Domingo de Andrade. Tras la muerte del deán, el palacio pasó a manos de los Navia y posteriormente a los Marqueses de Santa Cruz de Marcenado, sus actuales propietarios.

## Descripción

### Exterior

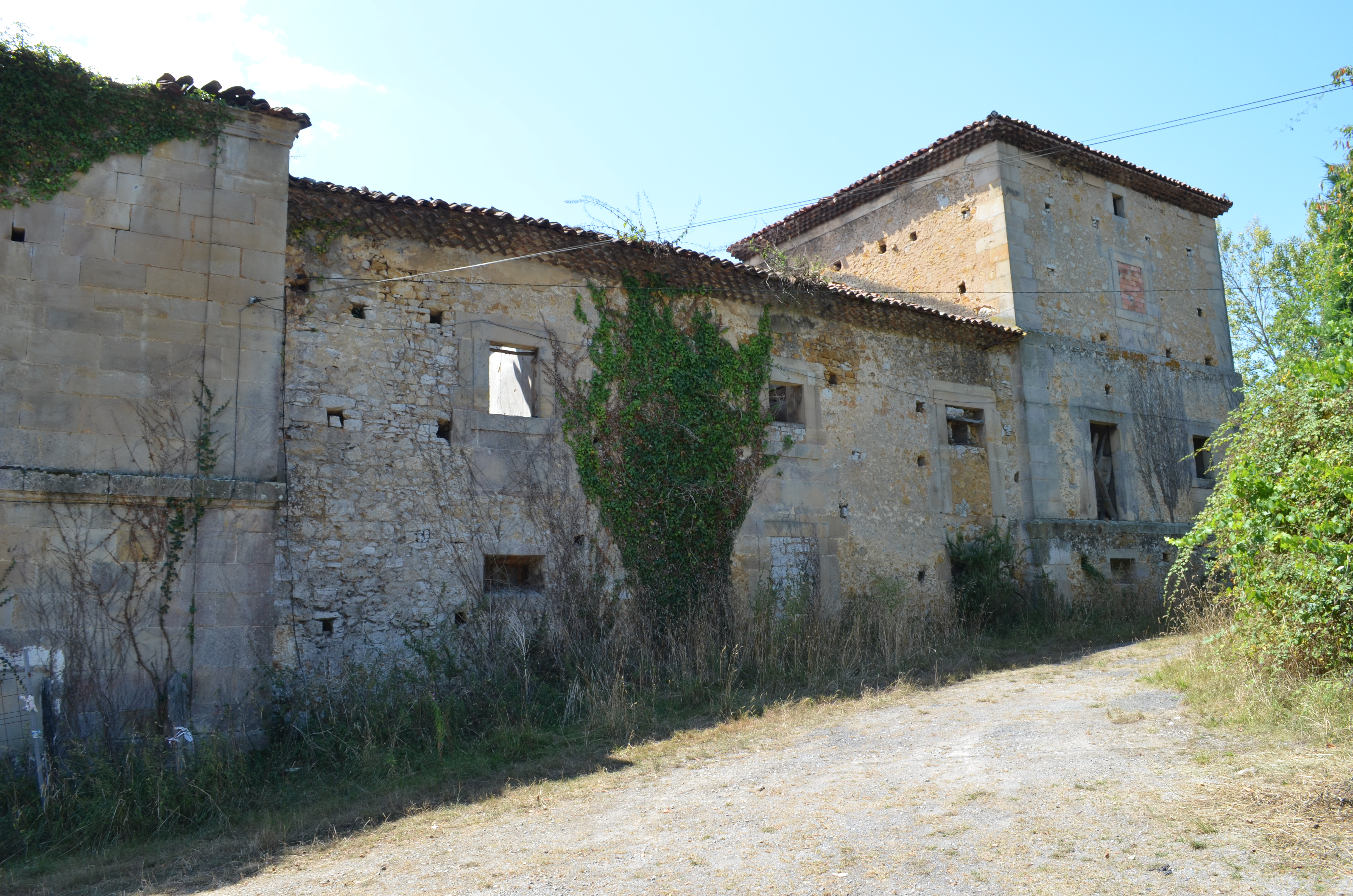
Lateral del palacio, donde se aprecian las torres cúbicas de las esquinas

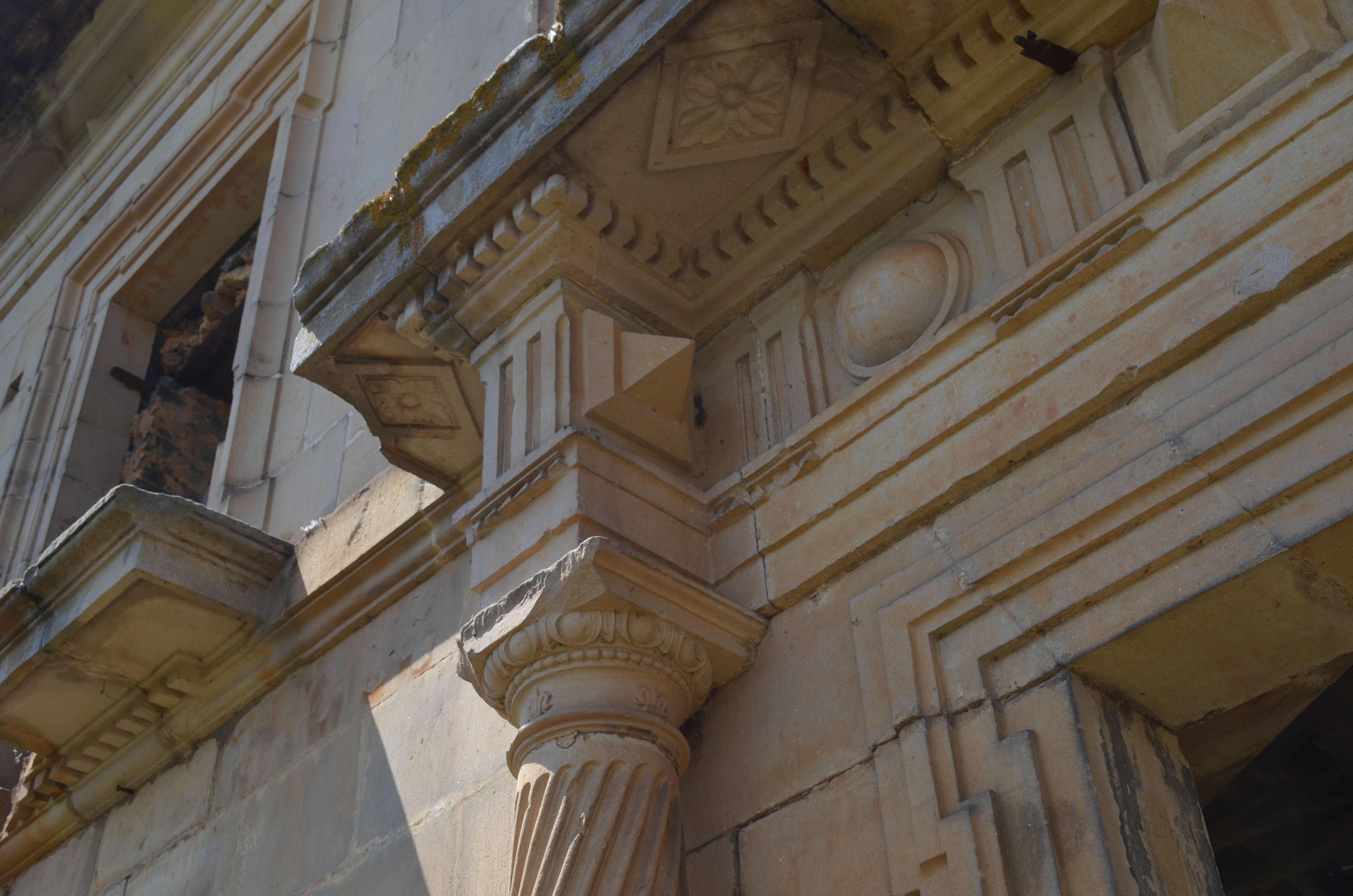
Detalle decorativo de la fachada principal

El palacio presenta la tipología característica de los palacios barrocos asturianos: estructura cúbica, articulada en torno a un atrio central cuadrado y columnado, dos plantas y cubos de torre en sus esquinas. La fachada sur, de carácter monumental y apariencia urbana, está realizada con sillares. Sus dos torres quedaron inconclusas, no teniendo más que dos pisos y avanzando en planta sobre el muro. Una línea de imposta marca la separación entre los dos pisos. 
En la planta baja de este cuerpo central se abre la portada, un vano adintelado y recercado con orejas planas, que enmarcan dos columnas de fuste entorchado, con capiteles pseudotoscanos. Se asientan en plintos decorados con flores de lis y sobre ellas descansa un entablamento, con un friso clásico de triglifos y puntas de diamante y medias esferas en las metopas. Sirve de apoyo al voladizo del balcón central del piso noble, cuya parte inferior ornan billetes y rosetas. El balcón está moldurado con gruesas orejas y flanqueado por dos pilastras estriadas de orden corintio, que rompen la línea de la cornisa y sustentan un friso de roleos, sobre el que vuela un frontón triangular. Debajo del frontón se ubica el escudo con las armas de los Argüelles-Celles y los Navia, entre dos leones rampantes. Bajo la cornisa del cuerpo central de esta fachada corre un friso con estrías verticales, a modo de triglifos, puntas de diamantes y espejos semiesféricos.
Las restantes fachadas, de factura más pobre, siguen las pautas constructivas de la arquitectura tradicional, con aparejo de mampostería y sillares en los esquinales y enmarques de los vanos. Las dos torres de la fachada norte tienen tres pisos. Un potente contrafuerte refuerza el cuerpo central de la fachada oeste, al tiempo que vanos adintelados de distintas formas y tamaños se distribuyen irregularmente sobre los lienzos. Adosada a la fachada N. hay una antigua cuadra, hoy hecha vivienda, y frente a ella una panera. De la capilla del palacio, emplazada frente a la fachada E., sólo restan en pie parte de sus muros y una columna toscana. Fue destruida durante la guerra civil española, al igual que la portalada del palacio.

### Interior
La distribución interior del palacio no se puede precisar, dado su avanzado estado de abandono y ruina. La zona oriental de la crujía sur está ocupada por una vivienda. El patio interior está porticado con columnas toscanas que sostenían corredores de madera, hoy perdidos. Si se conserva, en cambio, gran parte de la monumental escalera de piedra que daba acceso al segundo piso. 

### Situación
El palacio se encuentra en un lamentable estado de conservación. Los tejados y suelos están casi totalmente derrumbados, así como buena parte del patio. El edificio se encuentra precintado por el riesgo de derrumbe. La situación y recuperación del edificio ha dado lugar en los últimos años a conflictos administrativos.